# 福井市日之出小学校
福井市日之出小学校（ふくいし ひのでしょうがっこう）は、福井県福井市日之出にある公立小学校。
制服はグレーを基調としたもので、名札はビニールケースに入ったものから縫い付けるものに変更された。

## 沿革
- 1928年（昭和3年）4月 - 福井第三尋常高等小学校が設置される。
- 1941年（昭和16年）4月1日 - 福井市日出国民学校に改称。
- 1945年（昭和20年）7月19日 - 福井空襲により、校舎全焼。
- 1947年（昭和22年）4月1日 - 福井市日出小学校に改称。
- 1948年（昭和23年）6月28日 - 福井地震により、仮校舎が傾斜。
- 1951年（昭和26年）6月10日 - 講堂竣工。
- 1961年（昭和50年）4月1日 - 福井市日之出小学校に改称。
- 2007年（平成19年）4月1日 - 2学期制を開始。

## 著名な出身者
- 蒼井翔太 - 声優・アーティスト
- 山田修義 - プロ野球選手（オリックス・バファローズ）